# Chlidichthys smithae
Chlidichthys smithae là một loài cá biển thuộc chi Chlidichthys trong họ Cá đạm bì. Loài này được mô tả lần đầu tiên vào năm 1977.
Loài này được theo tên của Margaret M. Smith, người đã phụ giúp Lubbock thu thập mẫu vật của chúng.

## Phân bố và môi trường sống
C. smithae là loài đặc hữu của Mauritius. Chúng thường sống xung quanh các rạn san hô mọc trên đáy bùn ở độ sâu khoảng 6 – 30 m.

## Mô tả
C. smithae trưởng thành dài khoảng 4 cm. Thân và đầu của C. smithae có màu nâu đỏ hoặc nâu nhạt, cam nâu; phần dưới đầu nhạt màu hơn. Mõm màu nâu xám hoặc xám sẫm. Mống mắt màu vàng hoặc cam. Hai bên thân có các đốm màu nâu sẫm. Vây ngực và vây bụng màu hồng hoặc đỏ, trong suốt. Vây lưng có màu vàng hoặc đỏ, trong suốt; gốc vây màu lam xám, có những hàng chấm vàng nâu. Vây hậu môn có màu lam xám ở gốc, có màu vàng hoặc đỏ. Đuôi có màu nâu xám.
Số ngạnh ở vây lưng: 2; Số vây tia mềm ở vây lưng: 22 - 23; Số ngạnh ở vây hậu môn: 2 - 3; Số vây tia mềm ở vây hậu môn: 13 - 14; Số vây tia mềm ở vây ngực: 16 - 18; Số ngạnh ở vây bụng: 1; Số vây tia mềm ở vây bụng: 4.
Thức ăn của C. smithae có lẽ là rong tảo và các sinh vật phù du nhỏ.